# 塩谷隆綱
塩谷 隆綱（しおのや たかつな）は、下野国塩谷郡の武将。川崎城主。

## 生涯
塩谷教綱の子として生まれ、長禄2年（1458年）5月8日、教綱の死後に家督を継ぐ。
それから2年後の寛正元年（1460年）4月18日には、那須方の福原勝馬が支配していた沢村城を攻めて落城させ、勝馬を打首にして、家臣の大沢氏を沢村城代としている。文明5年（1473年）7月7日には、沢村城に那須方から送り込まれた間者を退け、時の城代一族であった大沢氏に加増し、その後、山本兵庫守を沢村城代としている。また、文明10年（1478年）には、家臣の大沢淡路守に金沢の地に野沢城を築かせ、1年ほどの期間、那須勢と戦っている。
この間、塩谷氏は、それまで対立していた本家筋に当たる宇都宮氏と和睦し、隆綱は、文明10年（1478年）1月7日に、時の宇都宮当主である正綱の四男弥六郎（後の塩谷孝綱）を養子にして家督を継がせている。また、宇都宮二荒山神社所蔵の『慈心院造営日記』によれば、この年の11月18日に神宮寺の慈心院で興行された能舞台では、塩谷戸部（塩谷民部 ＝ 隆綱の事）が、宇都宮家の宿老として観覧している。父教綱の死により衰退した塩谷氏の勢力を回復させた隆綱の功績は大きなものであった。
延徳元年12月28日、隆綱は没した。享年51。

## 隆綱の実在性について
隆綱については、秋田塩谷系譜には明記されているが、その他の資料や系図においては、ほとんど登場しないため、父の教綱の殺害により塩谷氏は断絶し、後に孝綱が塩谷氏を再興したとし、隆綱の存在を否定する説もある。しかしながら、この場合、教綱が没した1458年から、孝綱が塩谷氏を継ぐ1480年代半ば以降までの20年以上の期間、塩谷氏の家督は空白となり、少ないながらも、その間の塩谷氏の事績について、矛盾が生じる事になる。それらの事績には、年代に疑いがある事績や、やや信憑性に乏しいものもあるが、『慈心院造営日記』を始めとした信頼に足る資料もあり、これらの塩谷氏の事績の当主として、隆綱は存在したと考えられている。

## 参考資料
- 『矢板市史』
- 『ふるさと矢板のあゆみ』
- 『喜連川町史』
- 『氏家町史』
- 『塩谷町史』